# Podchybie (powiat olkuski)
Podchybie – wieś w Polsce położona w województwie małopolskim, w powiecie olkuskim, w gminie Trzyciąż.
W latach 1975–1998 miejscowość należała administracyjnie do województwa krakowskiego.